# Landgericht Offenburg

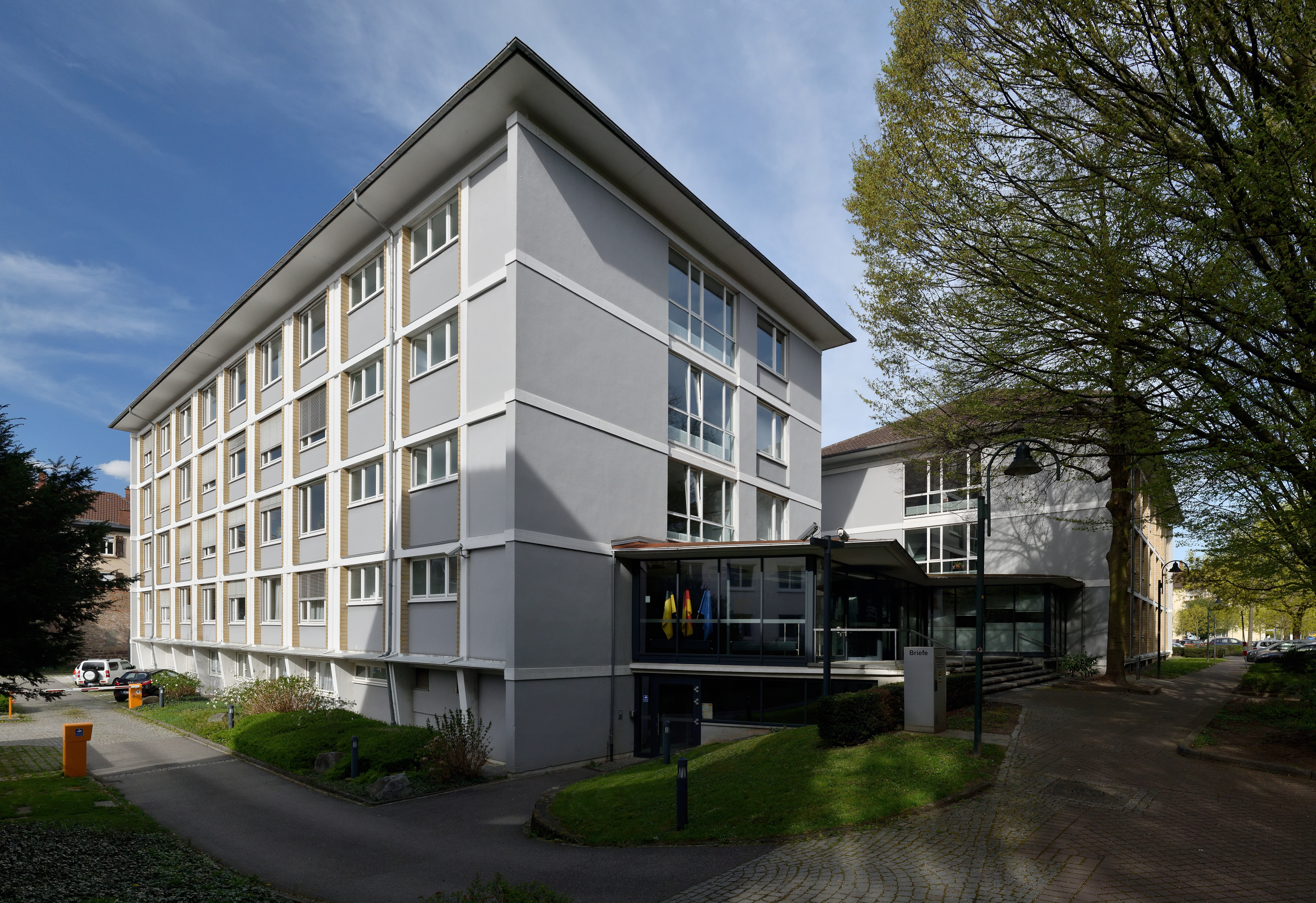
Gerichtsgebäude

Das Landgericht Offenburg ist eines von neun Landgerichten im Oberlandesgerichtsbezirk Karlsruhe in Baden-Württemberg. Nach der Zahl der Gerichtseingesessenen steht es an sechster Stelle unter diesen Landgerichten.

## Geschichte
Im Großherzogtum Baden, dessen Gebiet durch den Reichsdeputationshauptschluss von 1803 und die Rheinbundakte von 1806 erheblich angewachsen war, wurde die Gerichtsbarkeit in den oberen Instanzen durch das Oberhofgericht mit Sitz in Bruchsal und drei, später vier Hofgerichte ausgeübt. Für die Verfahren erster Instanz waren die der Verwaltung zugeordneten Bezirksämter, unter anderem Offenburg-Stadt und Offenburg-Land, zuständig. Die richterliche Tätigkeit in den Bezirksämtern wurde durch Beamte ausgeübt.
Durch Verordnung vom 18. Juli 1857 wurde bestimmt, dass ab 1. September 1857 die Rechtspflege durch organisatorische Ausgliederung aus den Bezirksämtern von Amtsgerichten anstelle der Bezirksämter ausgeübt wird. Diese wurden jeweils am Sitz der Bezirksämter eingerichtet, mithin auch das Amtsgericht Offenburg. Die rechtsprechenden Beamten führten nunmehr die Dienstbezeichnung Amtsrichter. Wenngleich sich in § 14 der Verfassungsurkunde für das Großherzogtum Baden vom 22. August 1818 die Normierung gerichtlicher Unabhängigkeit befand ("Die Gerichte sind unabhängig im Rahmen ihrer Competenz"), lag keine vollständige Trennung zwischen Exekutive und Legislative vor. Die Amtsrichter waren weiterhin Beamte, denen die persönliche Unabhängigkeit im Sinn des heutigen Artikels 97 des Grundgesetzes fehlte. Nächsthöhere Instanz des Amtsgerichts Offenburg war das Hofgericht Bruchsal.
Durch das badische Gerichtsverfassungsgesetz vom 19. Mai 1864 und die hierzu ergangene Landesherrliche Verordnung vom 12. Juli 1864 wurde Offenburg Sitz eines Kreis- und Hofgerichtes. Durch Gesetz zur Einführung der Reichsjustizgesetze im Großherzogtum Baden vom 4. März 1879 wurden anstelle der Kreisgerichte Landgerichte errichtet. Offenburg wurde durch Verordnung vom 23. April 1879 Sitz eines Landgerichtes.

## Gerichtsgebäude

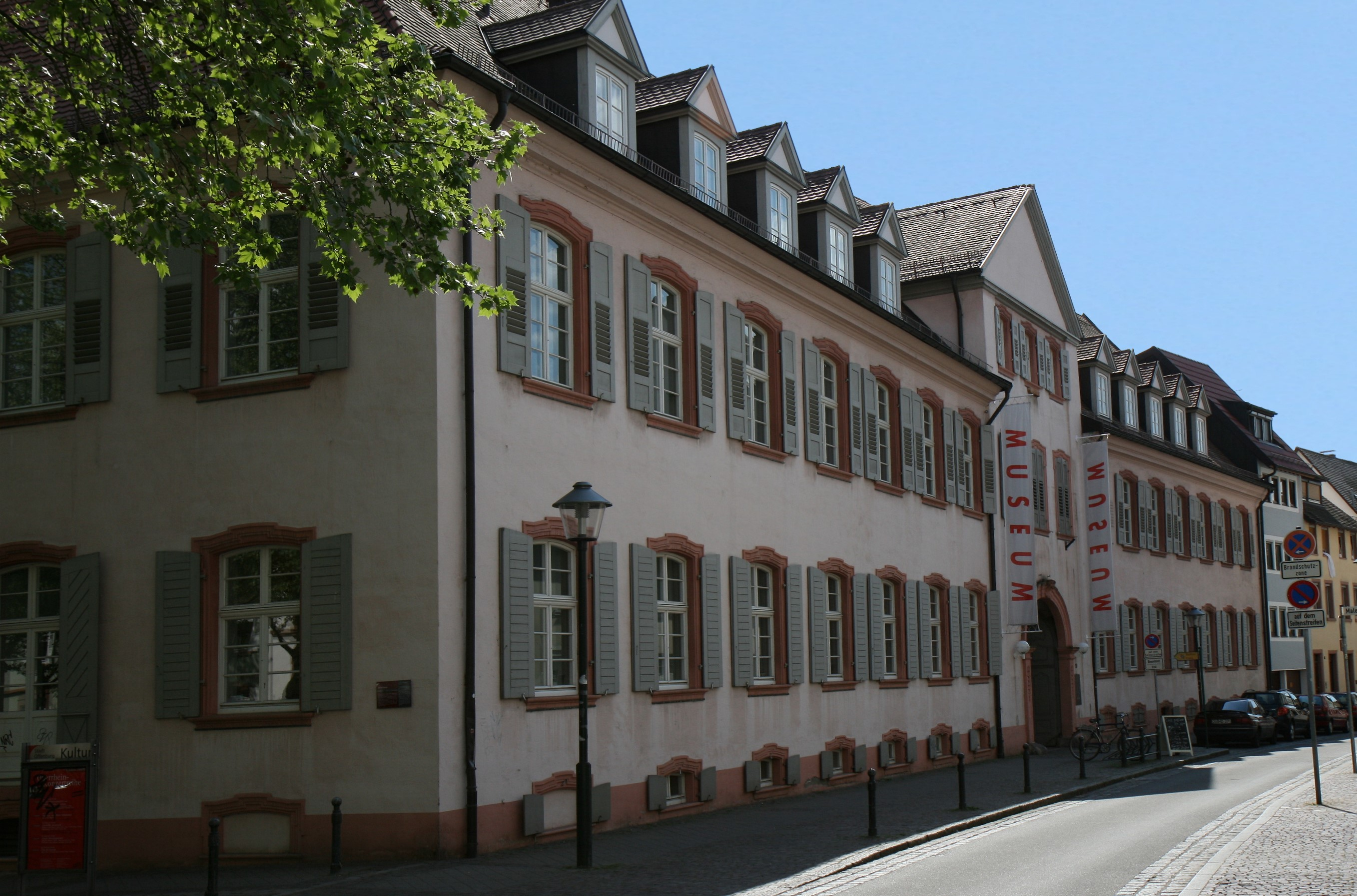
Ritterhaus

Sowohl das Kreis- und Hofgericht als auch später das Landgericht hatten ursprünglich ihren Sitz im Alten Ritterschaftsgebäude in der Rittergasse. Im Dezember 1956 wurde das neu errichtete Gebäude Ecke Hindenburg- und Moltkestraße in der Oststadt bezogen. Im selben Gebäude hat auch das Amtsgericht Offenburg seinen Sitz.
In der Treppenhalle des Nordflügels (Saaltrakt) befindet sich ein großes Wandbild des Malers und Grafikers HAP Grieshaber. Es hat Szenen aus dem Sachsenspiegel, dem ältesten deutschen Rechtsbuch, zum Vorbild. Aus der Sammlung des niederdeutschen Rechts sind folgende Motive und Sätze entnommen und auf der Wand, die wie ein Wandteppich wirkt, von oben nach unten angeordnet:
- Da Gott die Menschen erschaffen und erlöst hat (aus der Höllenqual), ist die Ungleichheit unverständlich.

- Manche sagen, die Knechtschaft beginne bei Kain, der seinen Bruder erschlug.
Man sieht Kain mit einem Rechen zuschlagen. Ein Schafskopf schaut herab. Andere Leute weisen auf Noach hin, der zwei seiner Söhne segnete, den dritten verfluchte. Das Bild zeigt Noah in der Arche.

- In Wahrheit kommt die Unfreiheit von Zwang, Gefängnis und unrechter Gewalt, die man hinterher für Recht erklärt.
Im Bild ist ein Gefangener an eine Säule gekettet.

Unter der Treppe ist das Weltgericht dargestellt.

## Landgerichtsbezirk

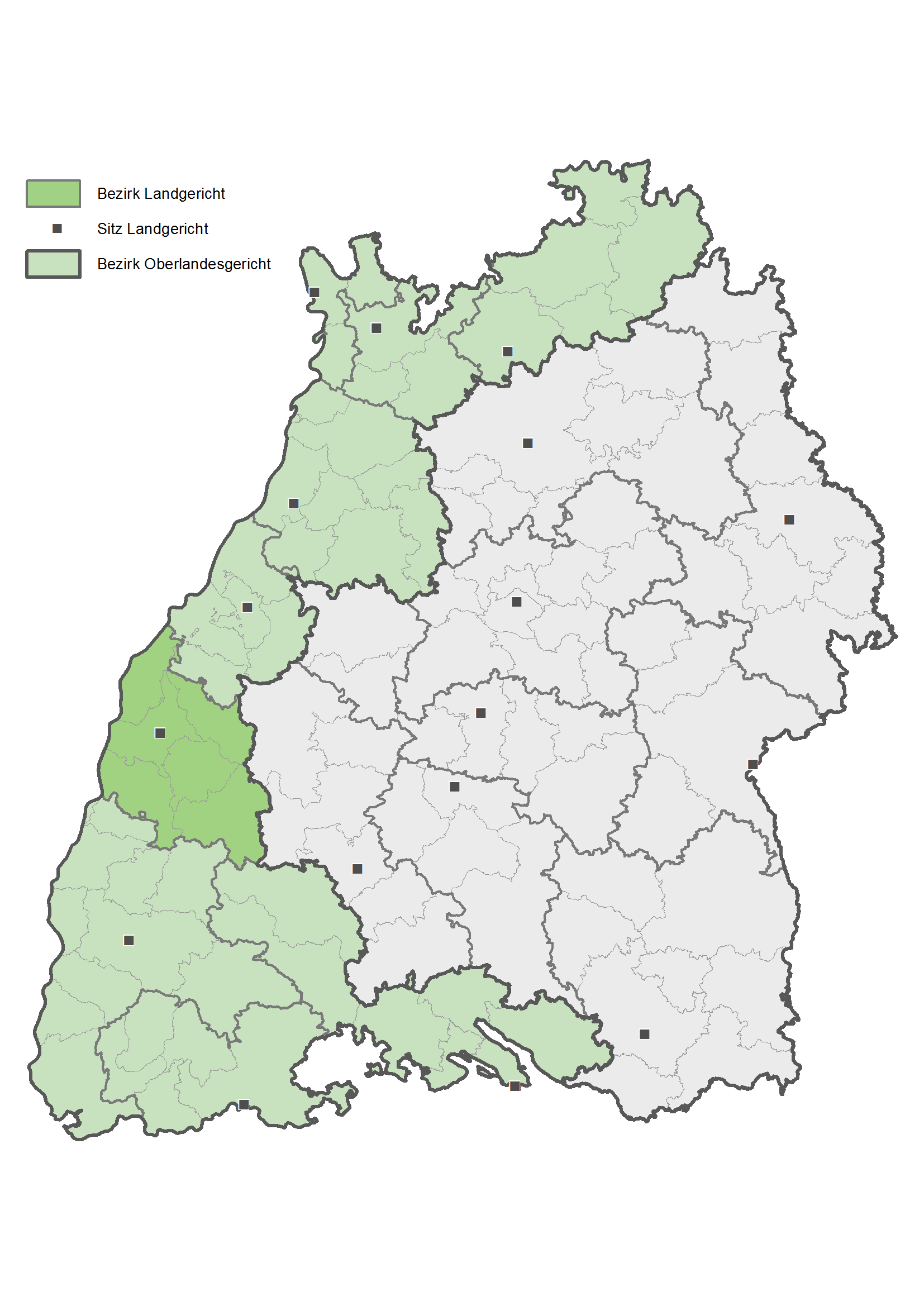
Landgerichtsbezirk Offenburg (dunkel) im Oberlandesgerichtsbezirk Karlsruhe (hellgrün) in Baden-Württemberg

Zum Bezirk gehören die Amtsgerichte Gengenbach, Kehl, Lahr, Oberkirch, Offenburg und Wolfach. Der Bezirk umfasst die überwiegenden Teile des Ortenaukreises mit 39 Gemeinden bei etwa 340.000 Einwohnern.

## Organisation
2021 sind im Landgericht Offenburg neben dem Präsidenten und dem Vizepräsidenten fünf Vorsitzende Richter sowie weitere zehn Richter tätig, wobei es sich bei fünf Richtern um solche auf Probe handelt.
Im Geschäftsjahr 2021 verfügt das Landgericht Offenburg über fünf Zivilkammern, darunter eine Kammer für Handelssachen, zwei Große Strafkammern, darunter die Schwurgerichtskammer, zwei Berufungsstrafkammern, zwei Jugendkammern und eine Strafvollstreckungskammer. Die Richter sind überwiegend in mehreren Kammern tätig. Insgesamt beschäftigt das Landgericht Offenburg etwa 60 Mitarbeiter.